# William Sharpe
William Forsyth Sharpe (ur. 16 czerwca 1934 w Cambridge, Massachusetts) – amerykański ekonomista, laureat Nagrody Banku Szwecji im. Alfreda Nobla w dziedzinie ekonomii w 1990 roku.

## Życiorys
Był profesorem uniwersytetu w Waszyngtonie i Uniwersytetu Stanforda. Jeden z twórców teorii wyjaśniającej zależność (lub brak zależności) między strukturą kapitałową aktywów przedsiębiorstwa a polityką kształtowania dywidend oraz wartością rynkową tych aktywów. Jest jednym z twórców modelu wyceny aktywów kapitałowych (Capital Asset Pricing Model – CAPM). Opublikował m.in. Portfolio Theory and Capital Market (1970) i Fundamentals of Investments (1989).
Jest autorem wskaźnika atrakcyjności inwestycji, nazywanego nazywany od jego nazwiska wskaźnikiem Sharpe’a.
W 1990 roku otrzymał – wraz z Harrym Markowitzem i Mertonem Millerem – Nagrodę Banku Szwecji im. Alfreda Nobla w dziedzinie ekonomii za pionierskie osiągnięcia w obszarze ekonomii finansowej i finansów przedsiębiorstwa.